# 滋賀県道221号目加田湖東線
滋賀県道221号目加田湖東線（しがけんどう221ごう めかだことうせん）は、滋賀県愛知郡愛荘町から東近江市に至る一般県道である。

## 概要
愛知郡愛荘町目加田から東近江市中岸本町に至る。
湖東平野の米どころを貫く7.9 kmの長閑な道路。

### 路線データ
- 起点：愛知郡愛荘町目加田（）
- 終点：東近江市中岸本町（中岸本交差点、滋賀県道216号雨降野今在家八日市線交点）
- 総延長：7.9 km

## 路線状況

### 道路施設

#### 橋梁
- 肥盥（ひだらい）橋（宇曽川、愛知郡愛荘町）

## 地理

### 通過する自治体
- 愛媛県
  - 愛知郡愛荘町 - 東近江市

### 交差する道路
| 交差する道路                      | 市町村名 | 市町村名 | 交差する場所 | 交差する場所        |
| --------------------------------- | -------- | -------- | ------------ | ------------------- |
| 滋賀県道220号松尾寺豊郷線         | 愛知郡   | 愛荘町   | 目加田       | 起点                |
| 滋賀県道28号湖東愛知川線          | 愛知郡   | 愛荘町   | 島川         | 島川交差点          |
| 滋賀県道213号湖東彦根線           | 愛知郡   | 愛荘町   | 平居         | 平居交差点          |
| 滋賀県道13号彦根八日市甲西線      | 東近江市 | 東近江市 | 小田苅町     | 小田苅交差点        |
| 滋賀県道216号雨降野今在家八日市線 | 東近江市 | 東近江市 | 中岸本町     | 中岸本交差点 / 終点 |

### 沿線
- 連照寺
- 南清水神明宮
- 稲田姫神社
- 近江商人郷土館
- 湖東小田苅郵便局
- 東近江市立湖東第三小学校
- パナソニックホームズ
- 平和堂 湖東店